# Nazionale femminile di pallavolo dell'Italia 2009
Seguono i risultati delle partite della stagione 2009 disputate dalla nazionale di pallavolo femminile dell'Italia.

## Partecipazioni
- Montreux Volley Masters (torneo amichevole): 2º posto
- Piemonte Woman Cup (torneo amichevole): 4º posto
- XXV Universiade: 1º posto
- XVI Giochi del Mediterraneo: 1º posto
- Qualificazioni al campionato mondiale 2010: 1º posto
- Campionato europeo 2009: 1º posto
- Grand Champions Cup 2009: 1º posto